# نهر زيا
نهر زيا Zeya River (بالروسية: Зе́я)‏; from indigenous Evenki word "dgeœ")، هو نهر في روسيا طوله حوالي 1,242 كم، ويُشكل الرافد الشمالي لنهر آمور. يبدأ في جبال Tokiysky Stanovik. ثم يدخل منطقة Vassili Poyarkov.
يتدفق نهر زيا عبر خزان Zeya وينضم إلى نهر آمور بالقرب من بلاغوفيشتشينسك في مقاطعة آمور الروسية. تم تنظيم تصريف النهر بواسطة سد زيا الذي يخفف من حدة تدفق النهر لتصل إلى 5000 متر مكعب / ثانية.

## روافد النهر
الروافد الرئيسية لنهر زيا هي:
من ناحية اليمين: توك، Mulmuga، Bryanta، Gilyuy، وUrkan.
ومن ناحية اليسار: Kupuri، ARGI، Dep ، Selemdzha، وتوم.

## الملاحة فيه
يتجمد النهر من شهر نوفمبر إلى شهر مايو. وبعد ذوبان الثلوج يصبح صالحًا للملاحة، ومن أهم الموانئ النهرية عليه: Zeya وSvobodny وBlagoveshchensk.